# Anthology (album Obituaryja)
Anthology je prvi kompilacijski album američkog death metal-sastava Obituary. Objavljen je 1. siječnja 2001. godine. Sadrži pjesme sa svih dotad objavljenih studijskih albuma skupine – od Slowly We Rot do Back from the Dead. Također sadrži dvije pjesme snimljene 1998. godine.

## Popis pjesama
| 1.    | »Find the Arise« (demoverzija)      | 2:39 |
| 2.    | »'Til Death«                        | 3:57 |
| 3.    | »Internal Bleeding«                 | 3:02 |
| 4.    | »Intoxicated«                       | 4:40 |
| 5.    | »Slowly We Rot«                     | 3:39 |
| 6.    | »Cause of Death«                    | 6:31 |
| 7.    | »Dying«                             | 4:32 |
| 8.    | »Chopped in Half«                   | 3:45 |
| 9.    | »Turned Inside Out«                 | 5:11 |
| 10.   | »Back to One«                       | 3:42 |
| 11.   | »The End Complete«                  | 4:05 |
| 12.   | »I'm in Pain«                       | 4:04 |
| 13.   | »Kill for Me«                       | 2:57 |
| 14.   | »Final Thoughts«                    | 4:10 |
| 15.   | »Don't Care«                        | 3:13 |
| 16.   | »Threatening Skies«                 | 2:19 |
| 17.   | »By the Light«                      | 2:56 |
| 18.   | »Back from the Dead«                | 4:59 |
| 19.   | »Buried Alive« (obrada Venoma)      | 3:34 |
| 20.   | »Boiling Point« (212° Sporadic Mix) | 3:42 |
| 77:37 |                                     |      |

## Članovi sastava
- Donald Tardy – bubnjevi
- Trevor Peres – ritam gitara
- John Tardy – vokali
- Daniel Tucker – bas-gitara (pjesme 2. – 5.)
- Allen West – glavna gitara
- Frank Watkins – bas-gitara
- James Murphy – glavna gitara (pjesme 6. – 9.)
- Jerome Grable – bas-gitara (pjesma 1.)
- J.P. Chartier – gitara (pjesma 1.)